# ابوالحسن ابن عباد
ابوالحسن احمد بن عبدالله بن محمد بن عباد اکیلی که به ابن عباد شهره است، شاعر یمنی است که در حوزه سیاست فعالیت داشته‌است. وی در جنگ‌هایی علیه فرمانروای صنعا عاملیت داشته‌است که در نهایت، به سرکوب و گریختنش به عراق انجامید.

## سرگذشت
نام کامل وی را ابوالحسن احمد بن عبدالله بن محمد بن عباد اکیلی گزارش کرده‌اند. وی در سده سوم قمری / نهم میلادی در صعده (از شهرهای آباد در یمن با جمعیت بالا) می‌زیسته‌است. وی به شاعری مشغول بوده‌است. وی از جانب پدری، به طایفه بنی مالک از قبیله خولان متعلق است. لقب اکیلی (مصغر متوکل به معنای منسوب به اکیل) که بر وی مشهور است، از شهرت عموی بزرگش که به متوکل خوانده می‌شده، اقتباس گردیده‌است. خاندان وی، به سوارکار، تیرانداز و جنگجویی شهرت داشتند. وی همانند پدرش، به شعر علاقه‌مند بود و قریحه شاعری داشت. وی را به عنوان یک سوارکار ماهر یاد کرده‌اند.
وی در سال ۲۸۴ قمری / ۸۹۷ میلادی، در هنگام عقد قراداد صلح میان یحیی بن حسین علوی (حاکم وقت) و مسیحیان نجران، حضور داشته و از گواهان این قرارداد بوده‌است. اما ۲ سال بعد، حاکم برای حمله به نجران، آماده شد و این امر سبب شد تا ابن عباد، به جهت خویشاوندی با طایفه بنی حارث، به جهت رنجیده خاطر شدن از این اقدام، شهر را ترک کرد. ابن عباد به فرمانده جنگ، درخواست داد تا وی را از این نبرد معاف دارد، اما فرمانده از این امر امتناع کرد و به این جهت، ابن عباد به همراه اصحابش، به سپاه مهاجم، حمله کرد. پس از خسارات وارده بر لشکریان مهاجم، اصحاب ابن عباد گریختند. پس از آن مهاجمان شهر نجران را فتح کردند و ابن عباد تصمیم گرفت تا در غیاب فرمانده، برای آزادی زندانیان به صعده حمله کند، اما نیتش فاش شد و از این کار صرف نظر کرد. پس از آن ابن عباد برای ضربه زدن به فرمانده جنگ (که امام‌هادی نام داشت) دو قلعه علاف و ثوراعلی را آماده نبرد کرد و جماعتی از اهالی آنجا را که اکیلیان را به این نبرد راضی نمود. امام‌هادی نیز با اطلاع از نیت ابن عباد، در صعده اردو زد و دستور به ویرانی خانه و تاکستان‌های اکیلیان داد. پس از جنگی سخت، ابن عباد و سپاهش سرکوب شدند و هواداران ابن عباد، با گرفتن امان از امام‌هادی، در نزد وی ماندند. ابن عباد که راهی جز صلح نداشت؛ از فرمانده درخواست امان کرد اما درخواستش پذیرفته نشد.
ابن عباد، با توجه به حمایت خلیفه واثق از پدرش در گذشته، راه حجار و عراق در پیش گرفت و قصیده‌ای در مدح عباسیان، به بیان گرفتاری‌ها و وقایعی اقدام نمود که بر اکیلیان روا داشته شده بود. وی در نهایت به بغداد وارد شد. در زمان ورودش به بغداد، آخرین روزهای زندگی معتضد عباسی بود و مردم با جانشین وی، مکتفی بیعت کرده بودند. مکتفی به وی قول همراهی داد اما پس از یک سال به بهانه بیرون شدن امام‌هادی از صنعا، ابن عباد را از حمله به منطقه نومید کرد. در منابع از دو سفر ابن عباد به عراق اشاره شده‌است. یک بار در حوادث ۲۸۷ قمری و دیگری در ۲۸۹ قمری. از سرنوشت و زندگانی وی اطلاعات بیشتری در دسترس نیست.

## اشعار
از اشعار ابن عباد بجز قصیدة بائیه و قصیدة هائیه که در اثنای سفر به عراق سرود و برخی اشعار دیگر که شامل خاطرات تلخ و آرزوهای شیرینش بوده‌است، چیز دیگری گزارش نشده‌است.